# Li Peng

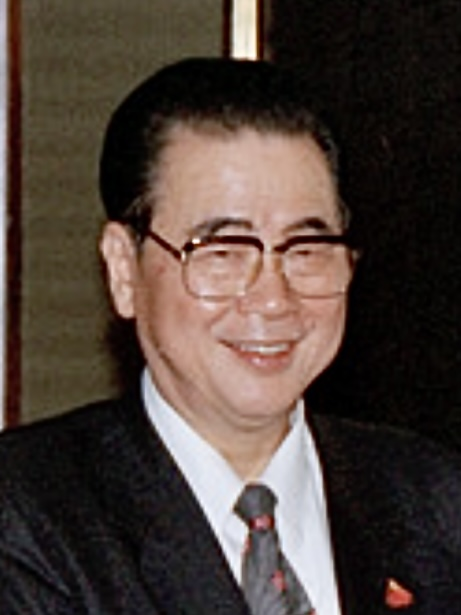
Li Peng (1996)

Li Peng (chinesisch 李鵬 / 李鹏, Pinyin Lĭ Péng; * 20. Oktober 1928 in Chengdu in der Provinz Sichuan; † 22. Juli 2019 in Peking) war ein chinesischer Politiker und einer der Hauptverantwortlichen des Tiananmen-Massakers. Nach seiner Zeit als Ministerpräsident der Volksrepublik China und Vorsitzender des Staatsrates von 1987 bis 1998 war er bis 2003 Vorsitzender des Nationalen Volkskongresses der Volksrepublik China und hatte im Politbüro nach Jiang Zemin das zweithöchste Amt  der Kommunistischen Partei Chinas inne.  Li zählte zur sogenannten „Dritten Chinesischen Führungsgeneration“.

## Leben

### Herkunft
Li wurde in Chengdu, Provinz Sichuan, als Sohn des Schriftstellers Li Shuoxun geboren. Sein Vater war einer der ersten Aktivisten der Kommunistischen Partei und ein Märtyrer der Revolution. Li wurde im Alter von drei Jahren zum Waisen, als sein Vater von den Kuomintang hingerichtet wurde. Er wurde dann von der Familie Zhou Enlais adoptiert, der neben Mao Zedong wahrscheinlich die wichtigste Figur der Kommunistischen Partei war. Im Jahre 1945 trat Li der Kommunistischen Partei bei.

### Frühe Karriere
Li hatte eine technische Ausbildung wie viele Parteikader seiner Generation. Er begann im Jahre 1941 ein Studium der Naturwissenschaften in der Stadt Yan’an. Danach wurde er nach Moskau geschickt, wo er im Bau von Wasserkraftwerken ausgebildet wurde. In dieser Zeit war er Vorsitzender der chinesischen Studentenvereinigung in der Sowjetunion. Ein Jahr darauf wurde die Volksrepublik China gegründet, und sein Adoptivvater Zhou Enlai wurde zum Premierminister ernannt. Li überstand die Kulturrevolution zwischen 1966 und 1976 unversehrt.
1979 wurde Li stellvertretender Minister für die Energieindustrie, im Jahre 1981 stieg er zum Minister auf. Er leitete auch die Organisationen der Kommunistischen Partei, die sich mit den Problemen der Energie- und Wasserversorgung beschäftigten.
1982 wurde Li auf dem zwölften Nationalkongress der Kommunistischen Partei in das Zentralkomitee gewählt. Seit 1983 war Li stellvertretender Premierminister des Staatsrates. Zudem diente Li ab 1985 als Minister für die Bildungskommission Chinas.
1985 stieg er in das Politbüro und in das Parteisekretariat auf.
Zur gleichen Zeit wurde die Volksrepublik China von politischen Problemen wie einer wachsenden Zahl von Dissidenten als auch von sozialen Problemen wie Inflation, Landflucht und überfüllten Schulen geprägt. Lis Aufmerksamkeit wurde von den Problemen der Energieversorgung auf innerparteiliche Diskussionen über die Vorgehensweise bei den Wirtschaftsreformen gelenkt.
Während die Studenten und Intellektuellen auf schnellere und umfassendere Reformen drängten, fürchteten viele ältere Parteigenossen, dass das Land durch schnelle Öffnung instabil werden würde, wodurch das Ziel des wirtschaftlichen Fortschritts verfehlt werden würde.

### Premierminister
Hu Yaobang, ein Schützling von Deng Xiaoping und treibende Kraft bei den Wirtschaftsreformen, wurde für eine Reihe von Protesten verantwortlich gemacht und musste als Generalsekretär der Kommunistischen Partei Chinas im Januar 1987 zurücktreten. Premierminister Zhao Ziyang wurde sein Nachfolger als Generalsekretär, und Li, früherer stellvertretender Premier und Energieminister, wurde Nachfolger als Premierminister der Volksrepublik China und ständiges Mitglied des Politbüros.
Nachdem Zhao Generalsekretär der Partei geworden war, schlug er im Mai 1988 vor, die Preisreform zu beschleunigen. Dies führte zu vielen Beschwerden aus der Bevölkerung über die steigende Inflation. Gegner der schnellen Reformen verlangten stärkere Zentralisierung der Steuerung der Wirtschaft und eine stärkere Abschottung gegen den Einfluss aus dem Westen. Dies endete in einer politischen Diskussion, die sich im Winter 1988/1989 noch verstärkte.
Als am 15. April 1989 Hu Yaobang starb und die Wirtschaftslage vieler Menschen wegen der hohen Inflation schwieriger wurde, brachen Studentenproteste aus, an denen sich auch große Teile der städtischen Bevölkerung beteiligten.
Die Studenten nutzten die gelockerte politische Atmosphäre, um auf eine Reihe von Missständen aufmerksam zu machen, für die sie das langsame Tempo der Reformen verantwortlich machten. Li, der stark von älteren Parteigenossen beeinflusst war, vertrat die gegenteilige Meinung: Er schätzte, dass das schnelle Reformtempo zu Verwirrung und Frustration unter den Studenten geführt habe.
Da Li den Veteranen der Revolution, besonders seinem politischen Ziehvater Chen Yun nahestand, war er konservativer als viele seiner Zeitgenossen und unterstützte eine stärkere zentrale Planung der Wirtschaft und ein damit verbundenes langsameres Wachstum der Wirtschaft. Obwohl sich Li wie Deng Xiaoping zu den Reformen bekannte, war er der Ansicht, dass es für Wirtschaftswachstum und Übergang zur Marktwirtschaft eine stabile soziale und politische Basis brauchte.

### Tian’anmen-Massaker
Die Studenten und andere Bürger von Peking versammelten sich auf dem Tian’anmen-Platz, wo sie gemeinsam um Hu Yaobang trauerten und gegen die Verlangsamung der Reformen protestierten. Obwohl die Regierung versuchte, die Proteste zu unterbinden, wuchs die Menge an und verlangte auch ein Ende der Korruption und die Wahrung der Bürgerrechte, die in der Verfassung der Volksrepublik China verankert waren. Die Proteste griffen auch auf andere Städte wie Shanghai und Guangzhou über. Die Demonstrationen geschahen zu einer Zeit, als viele kommunistische Regierungen in Osteuropa bereits zusammenzubrechen drohten. Die Führung der Kommunistischen Partei Chinas, besonders aber Li, fürchtete, dass auch die Regierung der Volksrepublik China durch die Proteste auf dem Tian’anmen-Platz stürzen könnte. Premierminister Li unterstützte die Entscheidung von Deng Xiaoping, die Proteste niederzuschlagen und verkündete im Mai 1989 das Kriegsrecht, was zum Tian’anmen-Massaker führte. Westliche Schätzungen gehen von circa 3.000 Toten und zwischen 7.000 und 10.000 Verletzten aus. Im Juni 1989 war er auch an der Entlassung und Verhaftung von Zhao Ziyang beteiligt, der sich Deng widersetzt hatte.
Nach der Krise um die Proteste am Tian’anmen-Platz wurde Li wieder in das höchste Entscheidungsgremium, das Politbüros der KP, gewählt. Dies war das dritte Mal in Folge, dass er in den innersten Kreis der Kommunistischen Partei Chinas gelangte. Mit der Unterstützung von konservativen Kräften wie Chen Yun versuchte er, einige der Marktreformen rückgängig zu machen und die Rolle der Wirtschaftsplanung zu stärken. Diesen Bestrebungen widersetzten sich aber die Gouverneure vieler Provinzen wie auch Deng Xiaoping, und Dengs berühmte Reise in den Süden  1992 wird von vielen als ein Schlag gegen die wirtschaftlich konservativen Kräfte gesehen. Der Vorschlag, der von Li ausgearbeitet worden war und der Rolle der Märkte zurückdrängen sollte, wurde nach heftigem Widerstand fallen gelassen.
Die zehn Jahre, in denen Li Premierminister der Volksrepublik China war, waren von einem schnellen Wirtschaftswachstum gekennzeichnet. Bei der Restrukturierung der Wirtschaft und  Öffnung gegenüber den internationalen Märkten wurden große Fortschritte erzielt. Die zahlreichen Auslandsbesuche Lis förderten die Beziehungen der Volksrepublik China zu anderen Ländern.

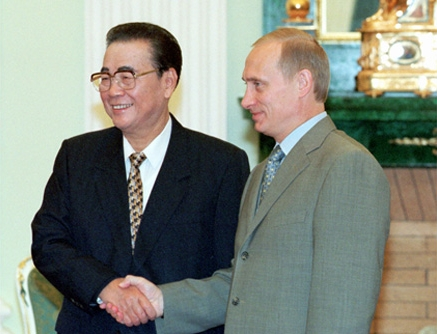
Li Peng 2000 mit Wladimir Putin

### Vorsitzender des Nationalen Volkskongresses
Li blieb bis zum Jahr 1998 Premierminister, dann dankte er ab, weil die Verfassung nur zwei Amtsperioden vorsieht. Er wurde danach Vorsitzender des Nationalen Volkskongresses. Er verbrachte viel Zeit damit, den Bau der Drei-Schluchten-Talsperre zu überwachen, den er als sein Lebenswerk betrachtete. Wie viele Politiker seiner Generation, die eine technische Ausbildung haben, überwachte er eine große und schnell wachsende Industrie und betrachtete sich selbst als Macher und Modernisierer.

### Politisches Erbe
Auch nach seiner Pensionierung und im hohen Alter von über 80 Jahren hatte Li einen großen Einfluss auf die Politik. Der Politiker Luo Gan, der 1997 bis 2007 Mitglied des Politbüros war, wird als sein Schützling betrachtet.
Li wird von vielen als unpopulärster Politiker der Volksrepublik China gesehen. Dies liegt an seinem Image eines wenig charismatischen Hardliners und vor allem an seiner Rolle bei der Unterdrückung der Proteste auf dem Tian’anmen-Platz. Regimegegner bezeichnen ihn als Schlächter von Tian’anmen, obwohl nicht genau bekannt ist, wie hoch der Einfluss von Li auf die Verhängung des Kriegsrechtes war.

### Privates
Li war verheiratet und hatte zwei Söhne und eine Tochter.
Über seine Tochter Li Xiaolin wurden Gelder der Familie durch die Gründung von Offshore-Briefkastengesellschaften aus China ins Ausland verlagert. 2005 wurden „Tianwo Development Ltd.“ und „Tianwo Holdings Ltd.“ auf den Britischen Jungferninseln gegründet.